# 关面乡
关面乡，是中华人民共和国重庆市开州区下辖的一个乡镇级行政单位。

## 行政区划
关面乡下辖以下地区：
关庙社区、泉秀村、青蒿村、小园村、水溪村、关面村、火焰村和姚程村。